# 目黒愛梨
目黒 愛梨（めぐろ あいり、2000年6月23日 - ）は、日本の女子バレーボール選手である。

## 来歴
福島県郡山市出身。姉の影響で小学校5年生からバレーボールを始める。
郡山女子大学附属高等学校では佐藤浩明の指導を受け、同級生の井上芙香とともに全日本高等学校選手権大会（春高バレー）出場に貢献した。
日本体育大学在学中の2022年8月にV.LEAGUE DIVISION2所属の群馬銀行グリーンウイングス（現群馬グリーンウイングス）のトライアウトを受け、同年12月に入団内定が発表された。2023年1月、2022-23シーズンの試合に出場しVリーグデビューを果たす。大学卒業後、同年4月に正式に入団。
2024年11月30日のKUROBEアクアフェアリーズ戦でSVリーグ初出場を果たした。
2025年4月、2024-25シーズン限りでの退団が発表された。4月30日に自由交渉選手として公示。7月に信州ブリリアントアリーズ入団が発表された。

## 人物
- 姉の目黒優佳（大阪マーヴェラス）と目黒安希（埼玉上尾メディックス）もバレーボール選手である[1][9]。2024年12月8日の大阪マーヴェラス戦で第1セットに途中出場し、優佳との初の姉妹対決が実現した[10]。

## 所属チーム
- 郡山市立郡山第二中学校（2013-2016年）
- 郡山女子大学附属高等学校（2016-2019年）
- 日本体育大学（2019-2023年）
- 群馬グリーンウイングス（2023-2025年）
- 信州ブリリアントアリーズ（2025年-）

## 受賞歴
- 2024年 - V・サマーリーグ東部大会 敢闘賞[11]